# Sebastián Perdomo
Sebastián Perdomo Esquivel (Colombia; 16 de marzo de 1994) es un futbolista colombiano. Juega de Lateral izquierdo. Actualmente juega para el Qrendi Football Club de Malta.

## Clubes[1]
| Club             | País     | Año           |
| ---------------- | -------- | ------------- |
| América de Cali  | Colombia | 2013          |
| Sliema Wanderers | Malta    | 2015 - 2016   |
| St. Lucía        | Malta    | 2016 - 2018   |
| St. George's     | Malta    | 2019          |
| St. Lucía        | Malta    | 2020          |
| Qrendi           | Malta    | 2020-presente |